# Abbaye de Verchen
L'abbaye de Verchen est une ancienne abbaye bénédictine à Verchen, dans le Land de Mecklembourg-Poméranie-Occidentale et l'archidiocèse de Berlin.

## Histoire
L'abbaye Sainte-Marie de Verchen est fondée à la fin du XIIe siècle. En 1191, l'évêque Sigwin de Cammin confirme sa création. À l'origine, elle se trouve près du château d'Altentreptow et de sa motte appelée Marienberg. Dans les décennies suivantes, elle déménage vers le village de Klatzow. La date exacte de la colonisation est inconnue. Les villages de Loickenzin, Barkow, Buchar et Rosemarsow deviennent des possessions du monastère. L'abbaye reçoit de nombreux dons du duché de Poméranie, de l'évêché de Cammin et des familles nobles à l'est du lac de Kummerow.
Vers 1245, l'abbaye tente de s'établir autour de Kwidzyn, mais, faute de moyens, se recentre sur Verchen et commence à bâtir l'église abbatiale en 1265. Des indulgences témoignent de la construction et du besoin d'argent. De nombreuses églises sont sous le patronage du monastère. À l'apogée économique du monastère, il possède 7 000 hectares. Les vastes domaines et l'emplacement du monastère à la frontière entre la Poméranie et le Mecklembourg la placent au centre de conflits. Il faut des accords avec l'abbaye de Dargun sur la pêche dans le lac de Kummerow et le Peene. Les guerres entre le Mecklembourg, la Poméranie et le Brandebourg menacent l'existence économique du monastère, notamment la vendetta entre Bernard de Maltzahn et les ducs de Poméranie entre 1478 et 1494.
Les sœurs, le plus souvent entre quinze et vingt, viennent de familles nobles de Poméranie et du Mecklembourg comme les familles Maltzahn, Heydebreck, Voss, Wachholtz, Pentz et Osten. Le couvent est également ouvert aux femmes de la bourgeoisie.
En 1534, la Réforme s'étend, Barnim IX de Poméranie décide de la sécularisation. Mais les sœurs peuvent rester. En 1581, la dernière religieuse meurt, la sécularisation est effective.
Au cours d'un incendie majeur entre 1560 et 1575, la plupart des bâtiments du monastère sont détruits.
Grâce à Frédéric-Guillaume IV de Prusse, l'église est rénovée en 1858. En 1969, des fresques médiévales sont découvertes dans le chœur.
En 2004, la Communität Christusbruderschaft Selbitz s'installe dans l'église.